# Macierz BCG

Macierz BCG

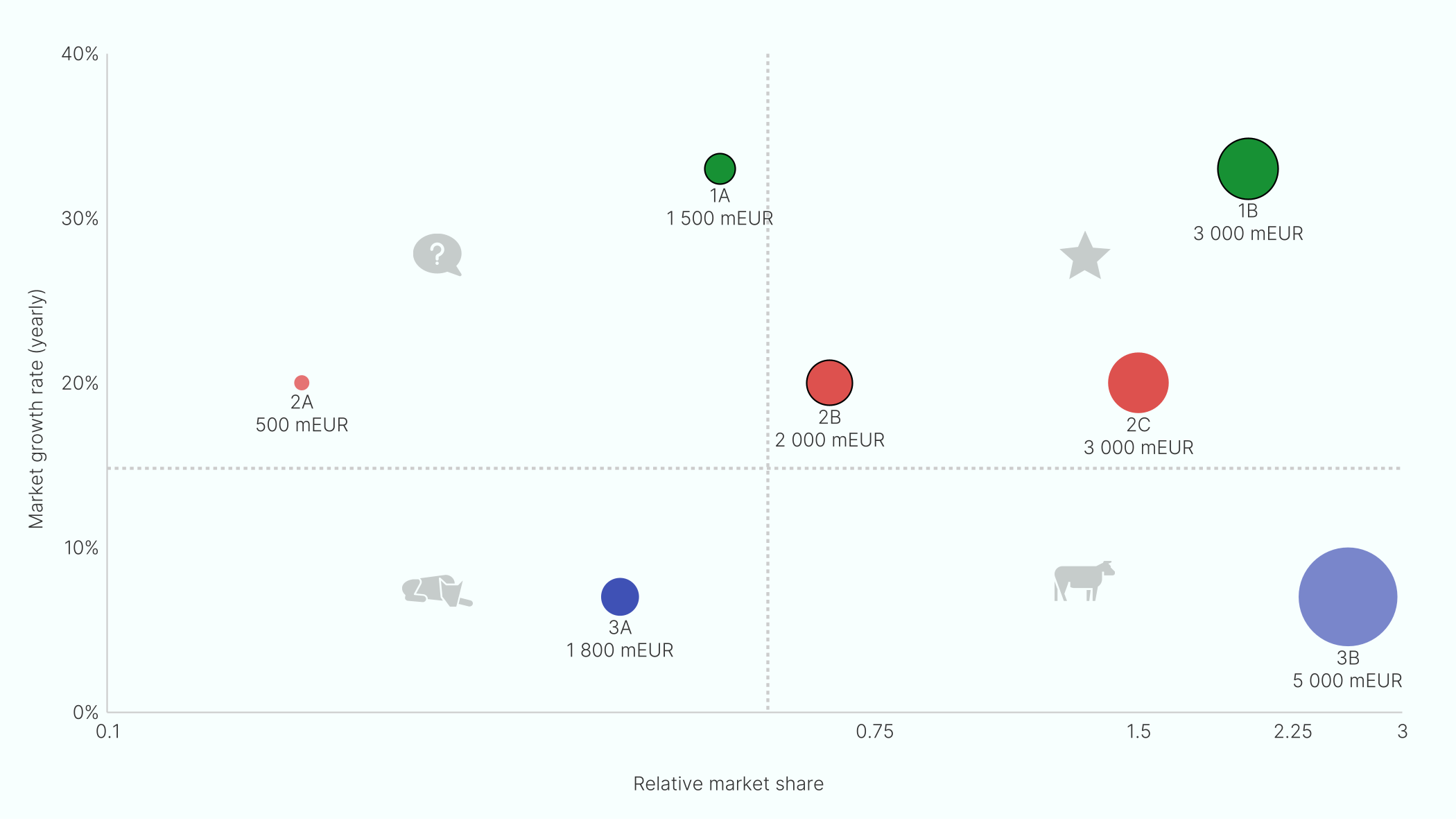
Stylizowany przykład macierzy BCG. Produkty o tym samym kolorze należą do tego samego rynku. Produkty z czarnym obrysem oznaczają produkty należące do przedsiębiorstwa

Macierz BCG, także growth share matrix – metoda analizy portfelowej oraz instrument controllingu strategicznego. Nazwa pochodzi od amerykańskiej firmy konsultingowej Boston Consulting Group, która jako pierwsza zastosowała to narzędzie w 1969 roku.
Metoda pozwala na ocenę możliwości rozwojowych przedsiębiorstwa i określenie jego pozycji strategicznej. Dzięki jej zastosowaniu przedsiębiorstwo może ustalić, które produkty powinny zostać wycofane z asortymentu, a które powinny przynieść większy zysk w przyszłości.

## Struktura macierzy
Za pomocą macierzy BCG można przedstawić w sposób graficzny w przestrzeni dwuwymiarowej rezultaty wzajemnego oddziaływania na siebie czynników kontrolowanych przez firmę i niekontrolowanych. Kontrolowane znajdują się na osi odciętych i stanowią relatywny udział w rynku, czyli stosunek udziału w rynku badanej jednostki do udziału w rynku najważniejszego konkurenta; czynniki niekontrolowane zaś mieszczą się na osi rzędnych i określają tempo wzrostu rynku danej jednostki organizacyjnej.
Macierz BCG, usługi świadczone przez dane jednostki organizacyjne lokuje w czterech obszarach strategicznych, wyodrębnionych na podstawie stopy wzrostu rynku oraz udziału posiadanego przez organizację w rynku. 
Te obszary to:
1. Gwiazdy mają duży udział w szybko rozwijającym się rynku w przodujących sektorach. Mogą one przynieść organizacji wysokie dochody, ale należy w nie inwestować w warunkach wysokiej dynamiki otoczenia. Produkty są rozwojowe i konkurencyjne, a inwestowanie w gwiazdę daje dużą gwarancję zysków. Gwiazdy z biegiem czasu mogą przekształcić się w dojne krowy. Możemy wyróżnić tu: 
- młode gwiazdy − produkty i usługi, które wymagają dużych nakładów finansowych, ponieważ znajdują się w trakcie powiększania udziału w rynku,
- stare gwiazdy − produkty i usługi w dużej mierze samofinansujące się.

2. Dojne krowy są to produkty, będące „żywicielami” jednostki organizacyjnej. Mają one wysoki udział w wolno rozwijającym się rynku. Przynoszą przedsiębiorstwu nadwyżkę dochodu, mogą więc finansować inwestycje, pozostałe wyroby, czy być źródłem dofinansowania rozwijających się gwiazd.
3. Znaki zapytania – inaczej dylematy, są to produkty deficytowe, charakteryzują się niskim udziałem w szybko rozwijającym się rynku. Są to produkty, których możliwości są trudne do określenia, przynoszą przedsiębiorstwu niskie dochody, jednak w dłuższej perspektywie jeżeli zostaną doinwestowane, mogą stać się gwiazdami.
4. Psy – inaczej kule u nogi, są to produkty, nie przynoszące znaczącej nadwyżki i niemające perspektyw rozwoju. Są one rezultatem przegranej walki konkurencyjnej na rynku, który został już w pełni nasycony danym rodzajem usług. Należy więc rozważyć możliwość wycofania się z danego sektora rynku, gdyż produkty te pochłaniają zbyt dużo środków finansowych, przynosząc w zamian znikome dochody.

## Zastosowanie
Jak wskazują B. Nogalski, J. Rybicki i J. Gacek-Bielec, idealny program asortymentowy przedsiębiorstwa powinien się charakteryzować odpowiednio dużym udziałem produktów ustabilizowanych na rynku - dojnych krów , finansujących obecnie rozwój innych wyrobów, oraz produktów rozwojowych - gwiazd, które w przyszłości przekształcą się w dojne krowy. Systematycznie prowadzona analiza BCG pozwala również ocenić rozwój produktu w czasie. Pożądany schemat tego rozwoju zakłada przekształcenie się produktów kolejno ze znaków zapytania w gwiazdy, a następnie w dojne krowy
Wzorcowy program asortymentowy przedsiębiorstwo osiągnie wtedy, gdy znaki zapytania będą przynosić 10% dochodów, gwiazdy zagwarantują 30% dochodów, dojne krowy będą stanowić o 40-50% dochodów, psy zaś będą przynosić około 10-20% dochodów. 
Aby poprawić wyniki analizy portfelowej przeprowadzonej za pomocą macierzy BCG należy:
- nadwyżkę gotówki uzyskaną dzięki dojnym krowom przeznaczyć na rozwój znaków zapytania i dofinansowanie gwiazd, celem jest umocnienie pozycji gwiazd i ze znaków zapytania wykreowanie nowych gwiazd,
- wyeliminować znaki zapytania z niepewnymi perspektywami, aby nie musieć w nie inwestować,
- wyeliminować z rynku psy i nie inwestować w nie,
- dbać o dojne krowy, aby przynosiły dochód jak najdłużej.

Zaletą metody jest prostota jej zastosowania, natomiast wady wynikają ze zbytniego uproszczenia rzeczywistości poprzez uwzględnienie tylko dwóch wymiarów. Metoda jest także krytykowana za nadmierny nacisk na udział w rynku.
Opracowanie macierzy BCG dla danej jednostki strategicznej służy wyznaczeniu jej pozycji na rynku w stosunku do największego konkurenta.